# Захаров, Николай Никитич
Николай Никитич Захаров (1901—1991) — директор Государственной Оружейной палаты Московского Кремля (1939—1947), организатор эвакуации сокровищ Московского Кремля в период Великой Отечественной войны, заведующий отделом сохранения исторических ценностей и памятников Московского Кремля Управления коменданта Московского Кремля (1947—1956), заслуженный работник культуры РСФСР (1971).

## Биография
Н. Н. Захаров окончил Московский механико-машиностроительный институт им. Н. Э. Баумана.
В 1936 году был привлечён на партийную работу, став помощником заведующего сектором Отдела руководящих партийных органов ЦК ВКП (б).
По Постановлению Президиума Верховного Совета СССР от 16.04.1938 г. Оружейная палата и памятники архитектуры Кремля были переданы из ведения Комитета по заведованию учёными и учебными заведениями ЦИК СССР в Управление коменданта Московского Кремля. В связи с этим была создана приёмо-сдаточная комиссия, выявившая крупные недостатки в хранении ценностей. Прежний директор К. Г. Маслов был арестован, а на его место пришёл Н. Н. Захаров.
Благодаря редкостному трудолюбию и пытливому инженерному уму, желанию освоить музейное дело и искренней порядочности, он смог нормализовать обстановку в коллективе и добиться исправления ошибок, выявленных Комиссией.

### Эвакуация в Свердловск
В первый день войны комендант Кремля Н. К. Спиридонов распорядился закрыть допуск в Кремль для экскурсантов, а 23 июня подписал распоряжение о демонтаже экспозиции и упаковке экспонатов для эвакуации. Н. Н. Захаров организовал работу небольшого коллектива, в который вошли контролёр Е. А. Ефимов, научный работник Н. В. Гордеев, экскурсоводы В. С. Валуев, А. А. Гончарова (Старухина), К. П. Наумова, Е. А. Крестьянникова, реставраторы А. П. Клюйкова, А. Н. Кривцов, зав. учётом М. А. Кирильцева, делопроизводитель О. С. Владимирова, вахтёр и несколько технических сотрудников — уборщиц. Им постоянно помогала рота солдат Кремлёвского гарнизона, командированная комендантом. Захаров имел технический склад ума и буквально по шагам расписал, кто и что должен делать, обеспечив упаковку экспонатов в кратчайшие сроки.
30 июня Н. К. Спиридонов выдал Захарову предписание отбыть с самыми ценными экспонатами из Москвы. Эвакуация должна была проводиться скрытно, конечный пункт направления не был указан даже в путевом листе. Директору музея вручили документ: «Просьба ко всем органам НКГБ и НКВД в пути следования оказывать тов. Захарову Н. Н. всемерное содействие».
До 10 июля 1941 года все три партии отправленных из Москвы 75 % коллекции музеев Московского Кремля прибыли в Свердловск. Уже 7 июля началось актирование коллекции, проверка сохранности пломб. Все ящики прибыли на место назначения в полной сохранности.
4 августа Н. Н. Захаров отправил Н. К. Спиридонову рапорт о доставке и размещении предметов. Он предложил организовать эвакуацию в Свердловск самых ценных икон и утвари соборов, а также попросил прислать дополнительные упаковочные материалы для более тщательной упаковки ценностей и их хранения, что было сделано до конца 1941 г. Впоследствии Захаров с сотрудниками несколько раз посетил Москву, чтобы вывезти оттуда ещё около 700 ценных экспонатов коллекций, в основном икон.
Под руководством Захарова в Свердловске была проведена большая научная работа по сличению экспонатов с научными описями и материалами Комиссии по проверке деятельности Оружейной палаты 1939—1940 гг. Таким образом была создана полная охранная опись музеев Кремля, сохранившая свою научную ценность до наших дней.
В 1944 году началась подготовка к реэвакуации коллекций Московского Кремля. Экспонаты группировали так, чтобы можно было восстанавливать экспозицию зал за залом. Н. Н. Захаров продумал даже такие мелочи, как приобретение брезентовых рукавиц для грузчиков, аптечки на случай травм и изготовление деревянного настила для того, чтобы при перемещении ящиков не был повреждён мраморный пол Кремля.
Коллекции были возвращены в Москву 20 февраля 1945 года, а 17 апреля Оружейная палата открыла двери для экскурсантов.

### Послевоенные годы
В 1946 г. в Кремле начались большие реставрационные работы, в начале 1950-х годов была подготовлена новая экспозиция Оружейной палаты. Её сопровождало издание в 1954 г. объёмного труда по истории музея и его коллекций: «Государственная Оружейная палата Московского Кремля» под редакцией С. К. Богоявленского и Г. А. Новицкого.
В 1947 году Оружейная палата теряет административную самостоятельность и вместе с музеями-соборами под названием «Отдел сохранения исторических ценностей и памятников Московского Кремля» становится одним из структурных подразделений Комендатуры Московского Кремля, а Захарова назначают его заведующим. На этой должности он работает до 1956 года.
В 1956 г. Н. Н. Захаров был переведён на должность заместителя главного хранителя музеев Московского Кремля, а в 1960 г., с передачей музеев Кремля в ведение Министерства культуры СССР, назначен главным хранителем. В этот период на первый план выходит культурно-просветительная работа музеев, популяризация их коллекций, в чём Захаров приобрёл опыт ещё в годы в Великой Отечественной войны, когда он и его сотрудники в эвакуации в Свердловске считали лекции по искусству в учебных заведениях, госпиталях, трудовых коллективах. Растёт штат музея: в нём работает 99 человек, в том числе 32 научных сотрудника.
С 1971 г. до выхода на пенсию в 1985 г. Захаров работал старшим научным сотрудником отдела «Оружейная палата» Музеев Московского Кремля.

## Награды
Н. Н. Захаров за самоотверженный труд удостоен ордена Красного Знамени и ордена «Знак почёта», медалей «За победу над Германией в Великой Отечественной войне 1941—1945 гг.» и «За боевые заслуги».
В 1971 г. Н. Н. Захарову было присвоено звание «Заслуженный работник культуры РСФСР».

## Книги
- Кремлёвские колокола. — М.: Московский рабочий, 1969. — 46, [2] с.